# Baadur Jobava
Baadur Jobava (en georgià: ბაადურ ჯობავა); (nascut el 26 de novembre de 1983), és un jugador d'escacs georgià, que té el títol de Gran Mestre des de 2001. El seu germà petit, Beglar Jobava, és també escaquista, amb el títol de Mestre Internacional.
Va començar a ser especialment conegut per les seves preparacions casolanes, quan va guanyar n'Ievgueni Baréiev en una línia preparada de la Caro-Kann que va allargar-se fins a 34 jugades i obligà el seu rival a abandonar. A l'Olimpíada de 2004 va vèncer d'una manera similar el jugador d'elit Aleksandr Grisxuk. D'entre els Grans Mestres contemporanis, és el que té el més alt percentatge de sacrificis guanyadors, d'acord amb la base de dades de chessgames.com.
A la llista d'Elo de la FIDE del febrer de 2022, hi tenia un Elo de 2588 punts, cosa que en feia el jugador (en actiu) número 1 de Geòrgia, i el número 257 del rànquing mundial. El seu màxim Elo va ser de 2734 punts, a la llista de setembre de 2012 (posició 20 al rànquing mundial).

## Resultats destacats en competició
El seu major èxit internacional es produí el 2003, quan va guanyar el fort Obert de Dubai amb 7/9 punts.
En Jobava va participar en el Campionat del món de 2004, disputat per sistema eliminatori a Trípoli, però fou eliminat en primera ronda per en Ruben Felgaer. Va guanyar el Campionat de Geòrgia el 2003 i el 2007. Va guanyar la segona Samba Cup a Skanderborg, Dinamarca, el 2005. A finals d'any, va participar en la Copa del món de 2005 a Khanti-Mansisk, un torneig classificatori per al cicle del Campionat del món de 2007, on tingué una actuació raonable, tot i que fou eliminat en tercera ronda (setzens de final) per Serguei Rublevski.
El 2006 va assolir diversos èxits importants, com guanyar la Railyaway Hotel Cup i el prestigiós Aeroflot Open, el més fort obert d'escacs del món. El 2007, fou segon al fort III "Torneig de les estrelles" dins el sisè Festival Internacional d'escacs de Benidorm
El 2009 fou tercer al Campionat d'Europa individual celebrat a Budva (Montenegro), darrere de Ievgueni Tomaixevski i de Vladímir Malakhov. El 2010 va millorar el resultat al següent Campionat d'Europa individual, celebrat a Rijeka (Croàcia), ja que hi fou segon, rere Ian Nepómniasxi i per davant d'Artiom Timoféiev.
El febrer de 2011 guanyà el torneig «Llac Sevan» a Martuni. Entre l'agost i el setembre de 2011 participà en la Copa del món de 2011, a Khanti-Mansisk, un torneig del cicle classificatori pel Campionat del món de 2013, i hi tingué una mala actuació; avançà fins a la tercera ronda, quan fou eliminat per Dmitri Iakovenko (2-0).
El febrer de 2014 fou 1r-3r (primer en el desempat) al Memorial David Bronstein jugat a Minsk (Belarús) amb 7 punts de 9, empatat al capdavant amb Serhí Fedortxuk i Mikhailo Oleksienko.
El setembre de 2015 fou tercer del 22è Festival d'Abu Dhabi amb 7 punts de 9, amb els mateixos punts que Nils Grandelius, Martyn Kravtsiv, Oleksandr Aresxenko i Richard Rapport però amb tercer millor desempat.
El maig 2016 fou 3-5è (tercer en el desempat) del Campionat d'Europa individual, a Đakovica (Kosovo), amb 8 punts d'11, els mateixos punts que David Navara i Francisco Vallejo Pons (el campió fou Ernesto Inàrkiev). El juny de 2016 fou tercer a la Copa del President del Kazakhstan, de semiràpides, celebrada a Almaty (el campió fou Farrukh Amonatov).

### Participació en Olimpíades d'escacs
En Jobava ha participat, representant Geòrgia, en cinc Olimpíades d'escacs, totes les celebrades entre els anys 2000 i 2008 (amb un total de 29 punts de 45 partides, un 64,4%). Va obtenir la medalla d'or individual a l'Olimpíada d'escacs de 2004, amb una excel·lent puntuació de 8½/10.
| Any  | Olimpíada         | Ciutat   | Elo propi | Tauler     | Partides | Guanyades | Taules | Perdudes | %     |
| ---- | ----------------- | -------- | --------- | ---------- | -------- | --------- | ------ | -------- | ----- |
| 2000 | XXXIV Olimpíada   | Istanbul | 2503      | 2n suplent | 7        | 5         | 0      | 2        | 71,4% |
| 2002 | XXXV Olimpíada    | Bled     | 2570      | 4t         | 8        | 3         | 1      | 4        | 43,8% |
| 2004 | XXXVI Olimpíada   | Calvià   | 2614      | 4t         | 10       | 7         | 3      | 0        | 85,0% |
| 2006 | XXXVII Olimpíada  | Torí     | 2646      | 1r         | 10       | 4         | 3      | 3        | 55,0% |
| 2008 | XXXVIII Olimpíada | Dresden  | 2664      | 1r         | 10       | 5         | 3      | 2        | 65,0% |